# الحاج حمو

## تعريف
الحاج حمو من أوائل المقاومين المغاربة و يشتهر أنه كان أولهم في بعض المصادر كان قائد قبيلة أولاد حريز وابن حاكم لمدينة الدار البيضاء المغربية. قاد عصيانا مسلحا ابتداء من 30 يوليو 1907 أعطى للسلطات الفرنسية مبررا لقصف الدار البيضاء.
كان بصفته ابن حاكم الدار البيضاء يتوقع أن يخلف أباه، إلا أن السلطات الفرنسية، والتي كانت تؤثر على قرارات المخزن تأثيرا شديدا، تفضل أبا بكر بن أبي زيد السلاوي، فعينه السلطان عبد العزيز حاكما على الدار البيضاء عوض الحاج حمو.

## أحداث 1907

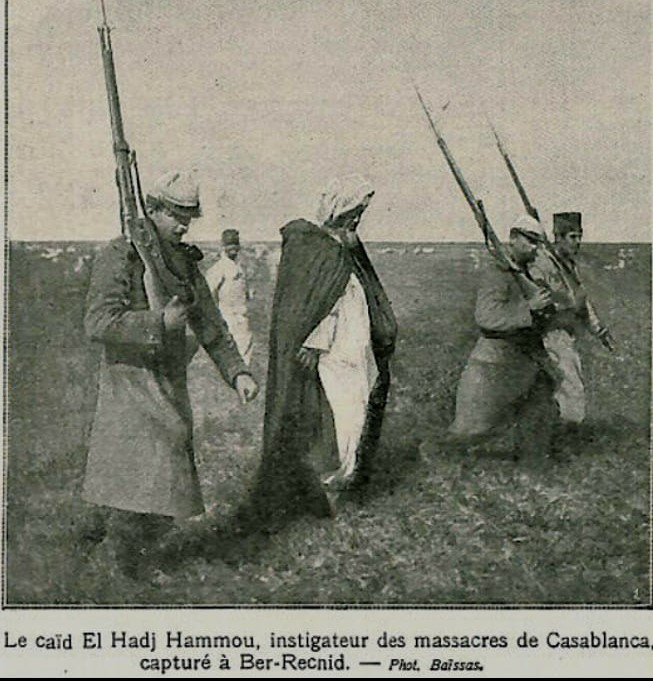
القايد حاج حمو الحريزي رهن الإعتقال المستعمر الفرنسي

في يوليو 1907، نظم الحاج حمو تمردا مسلحا ضد الحضرة الأوروبية مع مساعدة قبائل الشاوية نفيرا للجهاد.